# Shun’ichi Shimamura
Shun’ichi Shimamura (jap. 島村俊一 Shimamura Shun’ichi; ur. 1862, zm. 1923) – japoński lekarz psychiatra.
Ukończył medycynę na Cesarskim Uniwersytecie Tokio w 1887, po czym specjalizował się w psychiatrii u prof. Hajime Sakaki. W 1891 r. badał przypadki tzw. opętania przez lisa (jap. Kitsunetsuki, 狐憑き) w prefekturze Shimane. W latach 1891–1894 studiował psychiatrię i neurologię w Berlinie i w Wiedniu. W 1894 powrócił do Japonii i został profesorem neurologii i psychiatrii w Szkole Medycznej Prefektury Kioto. Gdy utworzono Cesarski Uniwersytet Kioto w 1899, wielu profesorów ze szkoły medycznej przeniosło się na uniwersytet, a dalsze istnienie szkoły stanęło pod znakiem zapytania. Shimamura dokładał starań by podtrzymać egzystencję placówki, której był dyrektorem, jednak przepracowanie doprowadziło go do ciężkiej i długiej choroby. Zmarł w 1923 roku.